# セバスチャン・デ・エレーラ・バルヌエボ
セバスチャン・デ・エレーラ・バルヌエボ（Sebastian de Herrera Barnuevo、 1619年 - 1671年）はスペインの画家、建築家、彫刻家である。スペイン王カルロス2世の宮廷画家を務めた。

## 略歴
マドリードで生まれた。父親は彫刻家のアントニオ・デ・エレーラで、父親から美術を学んだ後、19歳でグラナダ出身の画家、アロンソ・カーノの工房に入った。1649年にスペインの王妃マリアナ・デ・アウストリアの宮殿の装飾をアロンソ・カーノの指揮でしたのが最初の仕事となり、優れた才能を示した。独立し、教会の祭壇画の制作やマドリードのサン・アンドレス教会（Iglesia de San Andrés）の建設などの仕事に加わった。
技量の上達とともに多くの注文を受けるようになり、アランフエス王宮の庭園と噴水のデザインもした。
1667年に宮廷画家だったフアン・バウティスタ・マルティネス・デル・マーソが亡くなると、1665年に幼くして王位についたカルロス2世の宮廷画家に任じられて多くの子供時代のカルロス2世の肖像画を残している。教会やアルムデナ大聖堂などの建築の仕事もした。1671年にはディエゴ・ベラスケスも務めたエル・エスコリアル修道院の管理人(conserje)の役職を得た。

## 作品

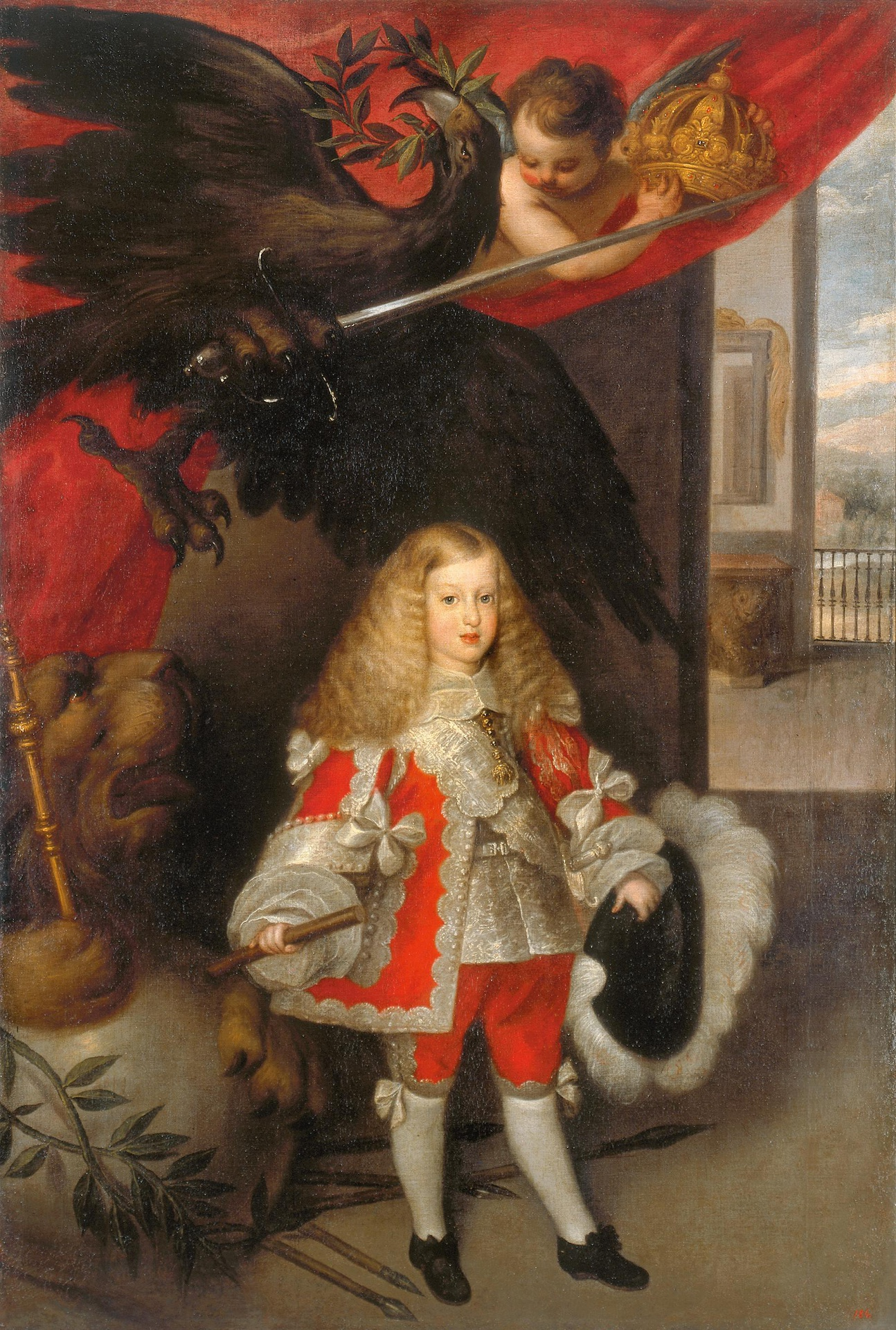
子供時代のカルロス2世
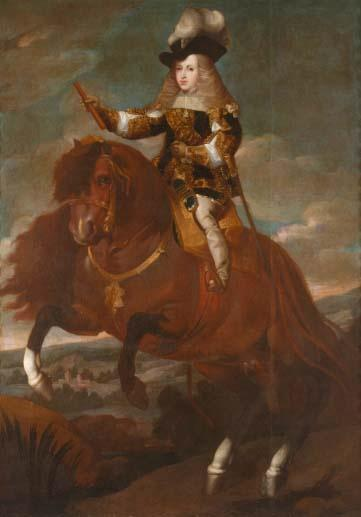
カルロス2世の騎馬像
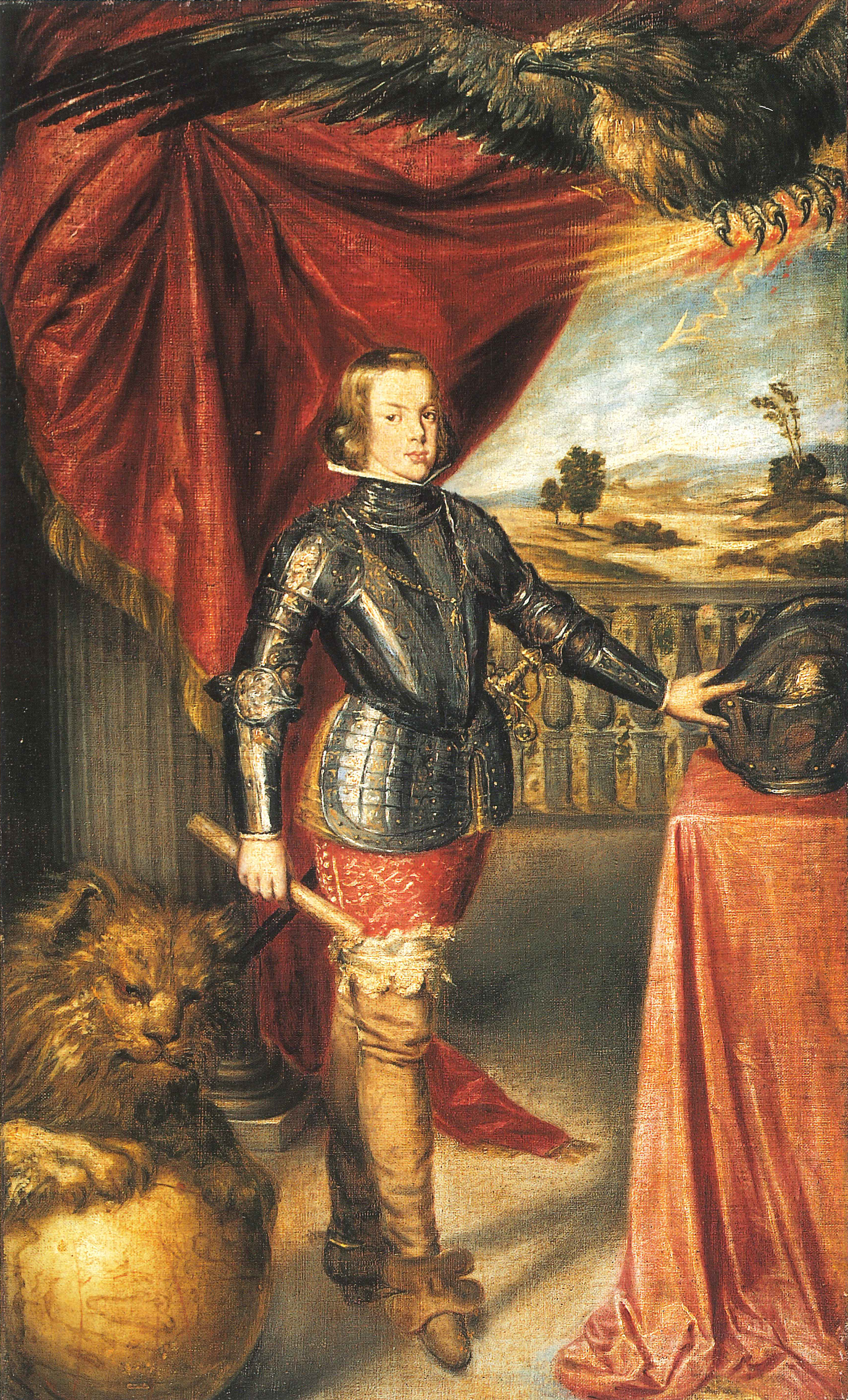
バルタサール・カルロス・デ・アウストリア
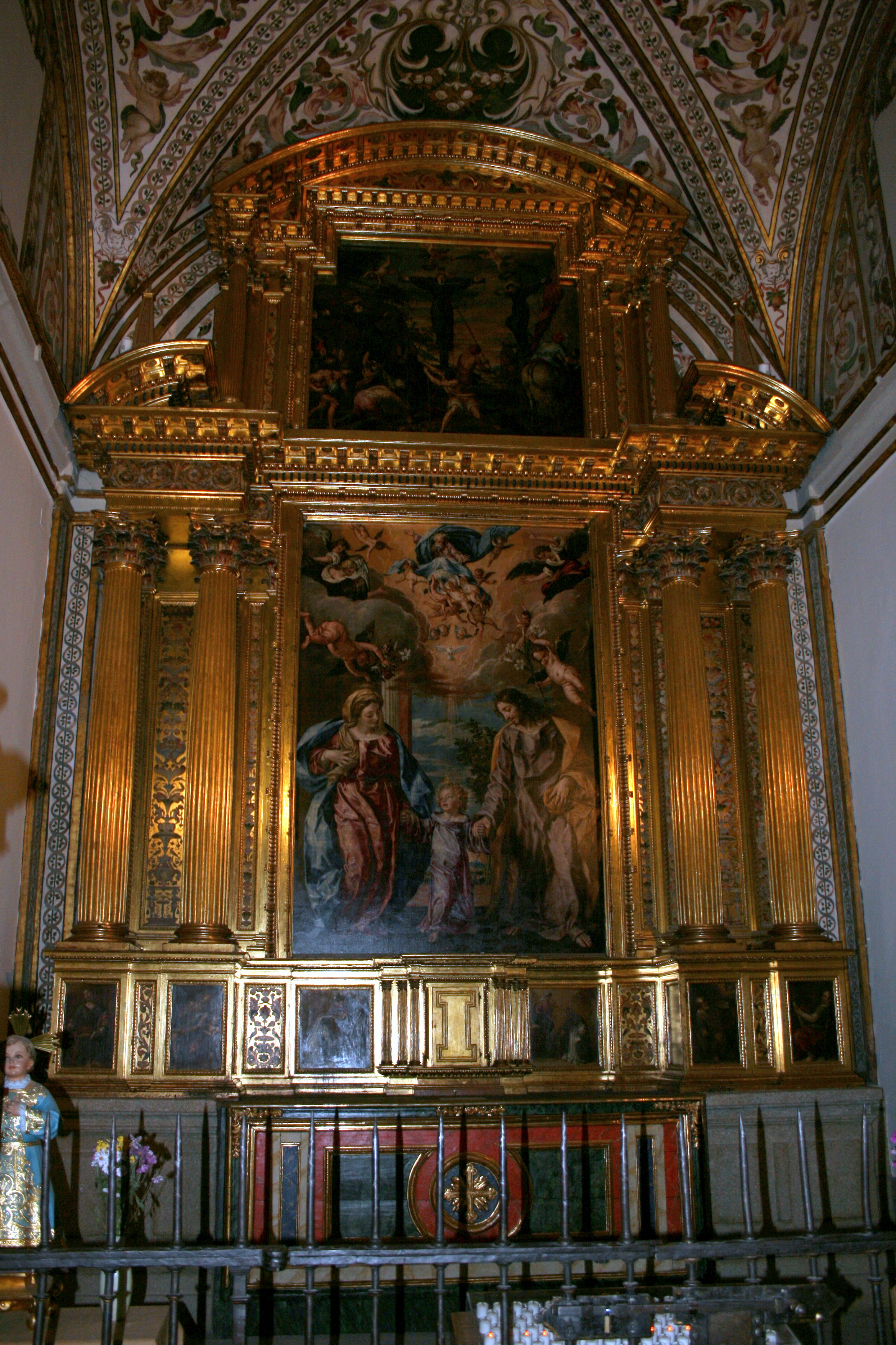
サン・イシドロ教会祭壇画